# Euphyia dobayi
Euphyia dobayi là một loài bướm đêm trong họ Geometridae.